# マイク・マッコイ (野球)
マイケル・ハワード・マッコイ（Michael Howard McCoy, 1981年4月2日 - ）は、アメリカ合衆国・カリフォルニア州サンディエゴ出身の元プロ野球選手（ユーティリティープレーヤー）。右投右打。

## 経歴

### プロ入りとカージナルス傘下時代
サンディエゴ大学から2002年のMLBドラフトでセントルイス・カージナルスから34巡目（全体1032位）で指名され、プロ入り。カージナルス傘下には2007年まで在籍した。

### オリオールズ傘下時代
2008年3月28日にボルチモア・オリオールズへ移籍した。

### ロッキーズ時代
2008年7月19日にフアン・カストロとのトレードで、コロラド・ロッキーズへ移籍した。
2009年9月9日のシンシナティ・レッズ戦でメジャーデビュー。

### ブルージェイズ時代
2009年11月9日にウェイバー公示を経てトロント・ブルージェイズへ移籍した。
2010年は初の開幕ロースター入りを果たし、46試合に出場。2011年はAAA級ラスベガス・フィフティワンズとメジャーの往復を繰り返したが、自己最多の80試合に出場し、メジャー初本塁打、初の二桁盗塁を記録した。
2012年11月20日にDFAとなり、11月30日にAAA級バッファロー・バイソンズへ降格した。
2013年はAAA級バッファローで108試合に出場。11月4日にFAとなった。

### レッドソックス傘下時代
2013年11月8日にボストン・レッドソックスとマイナー契約を結んだ。
2014年は傘下のAAA級ポータケット・レッドソックスでプレーした。オフの11月4日にFAとなった。

### パドレス傘下時代
2015年2月23日にサンディエゴ・パドレスとマイナー契約を結んだ。オフの11月7日にFAとなった。

### 現役引退後
2016年にパドレス傘下ルーキー級アリゾナリーグ・パドレスのコーチに就任し2017年まで務めた。2018年に傘下ショートシーズンA級トリシティ・ダストデビルズの監督に就任し、2019年まで務めた。2020年に傘下A+級レイクエルシノア・ストームの監督に就任したが、2020年は新型コロナウイルスの感染拡大の影響でマイナーリーグが開催されなかったため、2021年から公式戦で指揮を執った。
2022年からはパドレス傘下マイナー球団の巡回打撃コーディネーターを務める。

## プレースタイル
打力には乏しいが、捕手を除く全てのポジションを守ることが出来るユーティリティープレーヤーである（本職は遊撃手）。

## 詳細情報

### 背番号
- 18 (2009年 - 2012年)